# Територіальний націоналізм
Територіальний націоналізм (або регіональний націоналізм) — форма націоналізму, яка передбачає, що всі жителі тієї чи іншої нації зобов'язані зберігати вірність країні/регіону свого народження або усиновлення. Священна якість цього відчуття шукається в нації й в популярних спогадах, які вона викликає. Громадянство є ідеалізованим територіальним націоналістичним критерієм територіального націоналізму, це створення масової публічної культури, заснованої на спільних цінностях та традиціях населення.

## Територіальний націоналізм в Європі
Набув поширення у другій половині XX століття відколи національна держава зазнавала тиску від сил одна група яких прагнула перенести політичну владу від нації до субнаціональних груп, а інші сили бажали перенести владу від держави до транснаціональних агенцій та організацій.
У країнах Західної Європи національна ідентичність, як правило, більше залежить від того, де людина народжується, ніж в країнах Центральної та Східної Європи. Вчені стверджують, це може бути пов'язано з імперськими амбіціями. Наприклад, з радянської погляду комуністичні режими у країнах Східного блоку активно пригнічувалися так званим «буржуазним націоналізмом» і тому вважалося, що націоналізм — це буржуазна ідеологія. У Радянському Союзі це призвело до русифікації й інших спроб знищити культури відмінної від російської. Хоча і були випадки, навіть у той час, коли радянська держава сприяла деяким формам націоналізму, якщо вони були сумісними з радянськими інтересами (Рон Суні, Помста минулого). Югославія є таким винятком, де спостерігався підвищений рівень «югославізма».